# Siegmund Ruschkewitz
Siegmund Ruschkewitz (* 6. Februar 1871 in Danzig; † 17. Oktober 1940 im Mittelmeer vor Heraklion) war ein deutscher Kaufmann und Besitzer des gleichnamigen Kaufhauses in der Würzburger Schönbornstraße.
Dieses Kaufhaus war bis zu seinem erzwungenen Verkauf an Josef Neckermann im Zuge der Arisierung jüdischer Firmen 1935 das größte und umsatzstärkste Handelsunternehmen in Würzburg.

## Leben

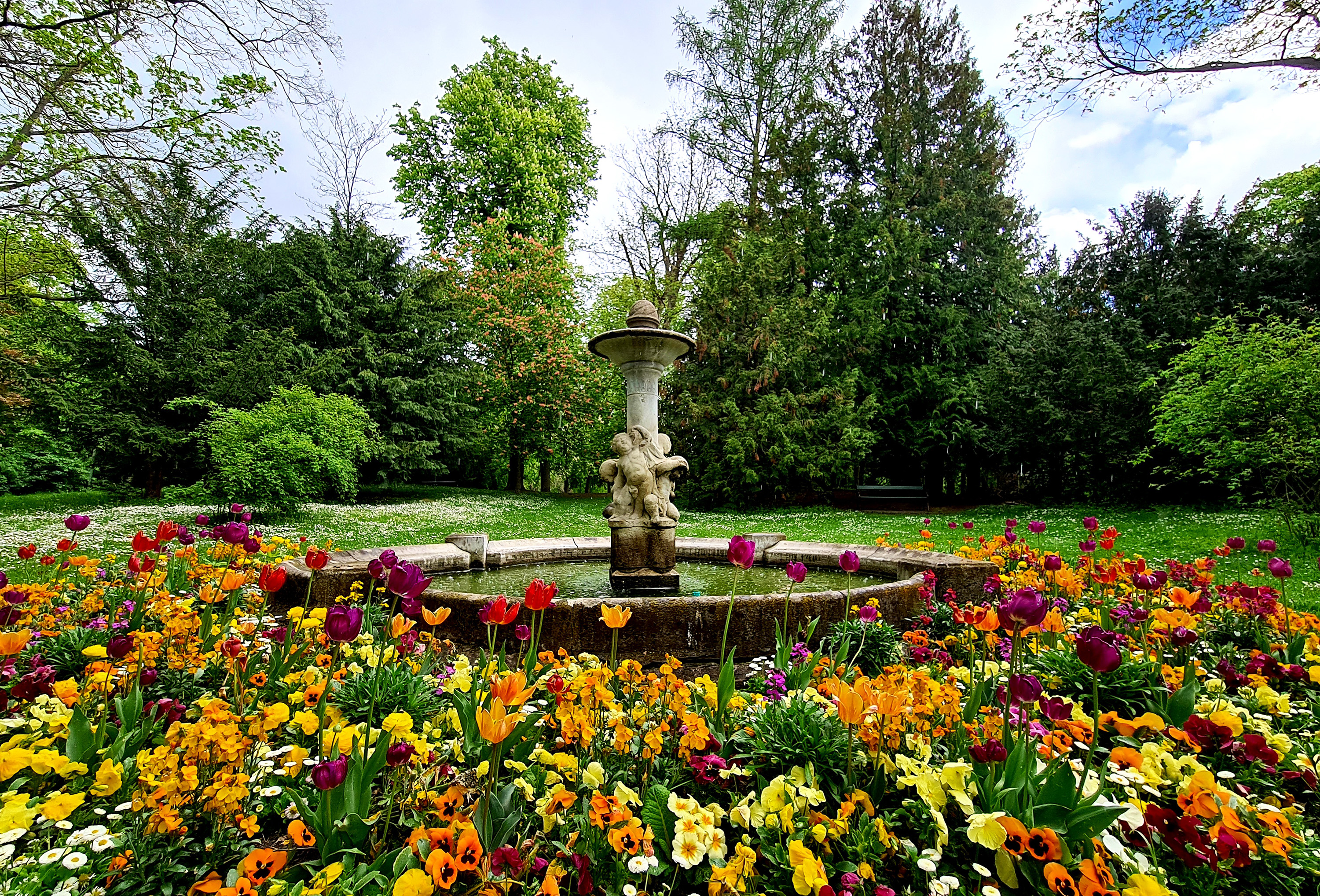
Der Ruschkewitzbrunnen

Siegmund Ruschkewitz stammte aus der Kaufmannsfamilie Moritz und Nathalie Ruschkewitz in der damals westpreußischen Stadt Danzig. Sieben Jahre nach ihm kam seine Schwester auf die Welt. 1898 heiratete Siegmund Ruschkewitz, der den kaufmännischen Beruf seines Vaters ergriff, in Rastatt die gleichaltrige Johanna Lindemann, die aus einer ostpreußischen Kaufmannsfamilie entstammte. Im gleichen Jahr ließ sich das Ehepaar in Würzburg nieder und Siegmund Ruschkewitz gründete zügig nach ihrem Umzug das Kaufhaus Ruschkewitz, das zunächst im Alten Bahnhof in der Ludwigstraße untergebracht war. Bald eröffnete er seine Geschäftsräume am Dominikanerplatz in einem neuen Geschäftszentrum, bevor er den Neorenaissancebau in der Schönbornstraße 3 erwarb. Gemeinsam mit Johanna hatte er drei Söhne (Max 1899, Fritz 1901 und Ernst 1903), seine Frau verstarb jedoch nach der Geburt ihres dritten Kindes. Die zehn Jahre jüngere Mina Metzger aus Mainz, mit der Siegmund Ruschkewitz 1905 seine zweite Ehe einging, bekam 1907 den vierten Sohn, Hans. Sein Kaufhaus entwickelte sich bald zu einem der erfolgreichsten Geschäfte seiner Branche in Unterfranken. Außerdem trat er in Würzburg als Gönner und Spender auf. Als die Würzburger im Jahre 1914 die 100-jährige Zugehörigkeit Frankens zu Bayern mit einer Gartenschau feierten, fand Ruschkewitz Gefallen an dem neubarocken Brunnen von Arthur Schleglmünig, den er schließlich kaufte und der Stadt Würzburg schenkte. Der Ruschkewitzbrunnen steht heute noch im Ringpark und befindet sich östlich der Münzstraße nahe dem Studentenhaus. Im selben Jahr erwarb er das Bürger- und Heimatrecht. Die Familie zählte zur jüdischen Oberschicht, die in der höchsten Einkommensklasse pro Jahr 500 Mark an die Kultusgemeinde zahlte. Diese Schicht umfasste 1920 4 Prozent der Gemeindemitglieder. In dem Kaufhaus wurden mehrmals – besonders Ende der 1920er Jahre – Erweiterungen, Modernisierungen und eine Ausweitung des Sortiments vorgenommen. Ursprünglich war das Sortiment auf Textil- und Haushaltswaren beschränkt, umfasste später aber auch Lebensmittel, Spielwaren und Schallplatten. 1930 starb sein Sohn Max an den Spätfolgen eines Bauchschusses, den er im Ersten Weltkrieg erhalten hatte, und wurde unter großer allgemeiner Anteilnahme bestattet. 1931 eröffnete Ruschkewitz das mit dem Wohlwert-Konzern verbundene Einheitspreisgeschäft „Kleinpreisgeschäft Merkur“ in der Eichhornstraße 5, um die Konkurrenz dieses neuen Typs von Billigpreismärkten abzuwehren. Von da an sah sich die Familie antisemitischer Propaganda gerade wegen ihres Warenhauses direkt ausgesetzt. So hatten sich im Stadtrat anlässlich der Begründung des neuen Einheitspreisgeschäfts erhitzte Auseinandersetzungen entzündet, ob ein Warenhaus oder ein Billigpreisgeschäft für die Bevölkerung und den Einzelhandel nicht etwa abträglich oder verderblich seien. Die kleine Fraktion der NSDAP versuchte mit antisemitischer Hetze gegen jüdische Warenhäuser als volksfeindliche wirtschaftliche Einrichtungen zu punkten, letztlich noch ohne spürbare Folgen für den Umsatz und die Kundschaft des Hauses Ruschkewitz. Geschäftsführer der neuen Filiale war der Sohn Ernst. Dort arbeiteten 60 Angestellte in 15 Abteilungen. Das Hauptgeschäft hatte 1933 rund 130 Angestellte. Die Familie wohnte in der damals vornehmen Ludwigstraße, sie besaßen aber auch noch ein Sommerhaus im Steinbachtal. Hierfür ließ er sich von Heinz Schiestl eine Trinkstube schnitzen, die sich seit 2011 in der Barockscheune Volkach befindet. Des Weiteren war er Mitglied der Frankenloge und gehörte später, zusammen mit seiner Ehefrau, dem Jüdischen Kulturbund Würzburg an.

## Judenverfolgung

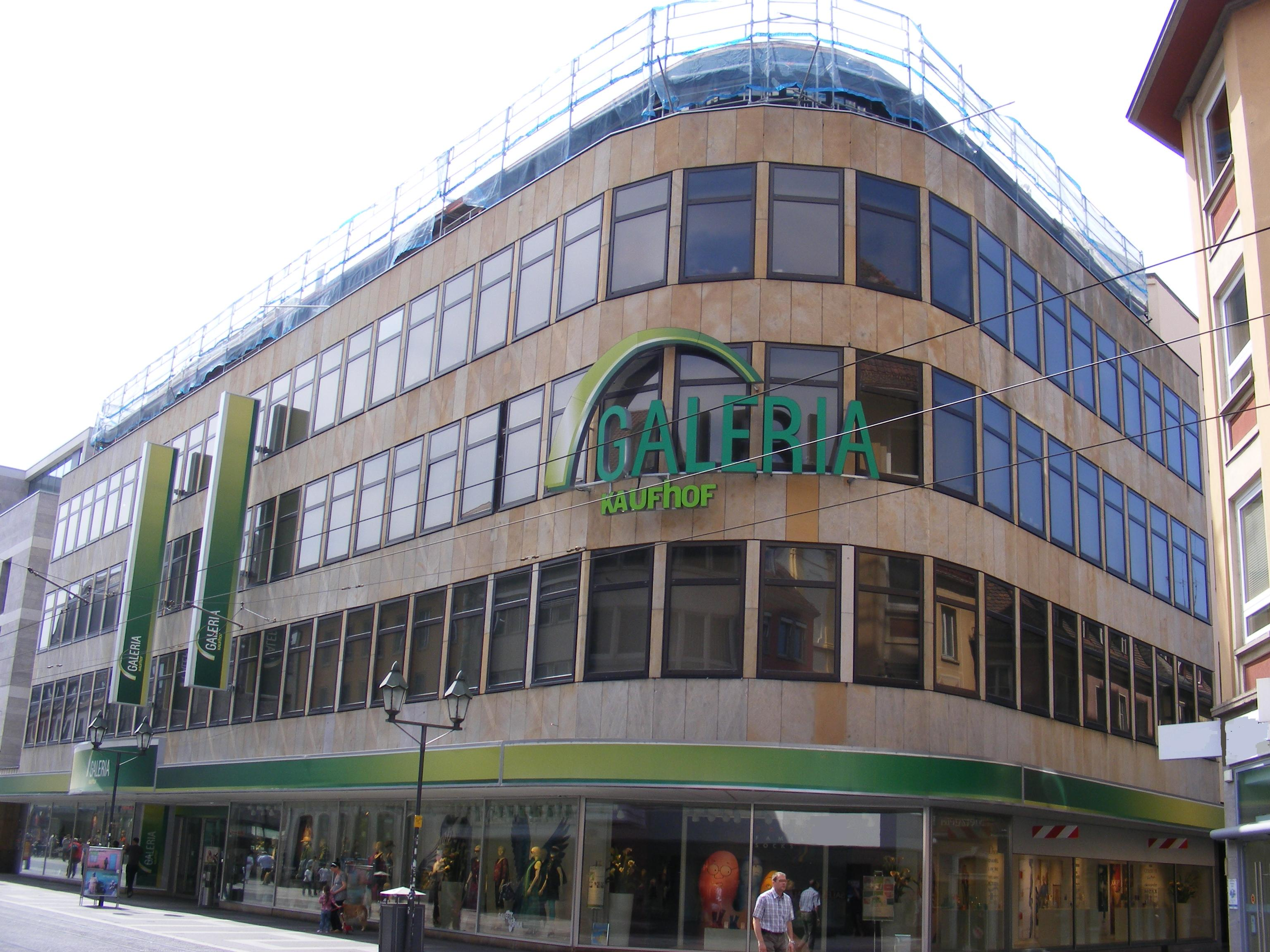
Heutiger Standort des ehemaligen Kaufhauses Ruschkewitz

Nach der NS-Machtergreifung war das Unternehmen massiven wirtschaftlichen Repressalien ausgesetzt – zunächst durch Belästigung und Bedrohung der Kunden. Nach einer Erholungsphase in den Jahren 1933 und 1934 erfolgten im Frühjahr 1935 erneut Eingriffe der Nationalsozialistische Handels-, Handwerks- und Gewerbeorganisation (NS-Hago). Dazu zählten unter anderem willkürliche Verkaufsverbote für verschiedene Warenkategorien und Einkaufsverbote für Beamte, Partei- und Wehrmachtsangehörige. Im Sommer fand schließlich auf Anordnung der Partei die Kürzung und Rückrufung der für das Weihnachtsgeschäft üblichen Bankkredite der Dresdner Bank statt. Zudem verlangte diese, unter Druck der Nationalsozialistische Deutsche Arbeiterpartei stehend, völlig überraschend einen anderen Kredit zurück. Siegmund Ruschkewitz resignierte schließlich nach einer angedrohten Inhaftierung im KZ Dachau und entschloss sich zum raschen Verkauf seines Unternehmens im November 1935. Der Käufer Joseph Neckermann handelte den Preis von 150.000 RM für die beiden Geschäfte stufenweise auf 45.000 RM herunter. Ruschkewitz stimmte unter Druck dem Verkauf zu einem erheblich geminderten Preis zu. Zusammen mit seiner Ehefrau und seinem Sohn Hans zog Siegmund Ruschkewitz im Februar 1936 nach Berlin, wo sie in einer Pension unterkamen. Da die englischen Behörden zu diesem Zeitpunkt kaum noch deutsche Flüchtlinge nach Palästina ließen, wurden seit Beginn des Jahres illegale Transporte mit Billigung der Gestapo organisiert. Etwa 500 deutsche Juden, unter ihnen Ruschkewitz und seine Frau, durften in die ehemalige Tschechoslowakei reisen, wo sie, zusammen mit Flüchtlingen aus anderen Ländern, am 3. September 1940 in Preßburg einen kleinen Donauausflugsdampfer bestiegen. Beide starben im Oktober bzw. November 1940 auf dem illegalen Flüchtlingsschiff, dem die Landung in Palästina verweigert wurde, an Typhus. Sie wurden in Heraklion (Kreta) beerdigt.

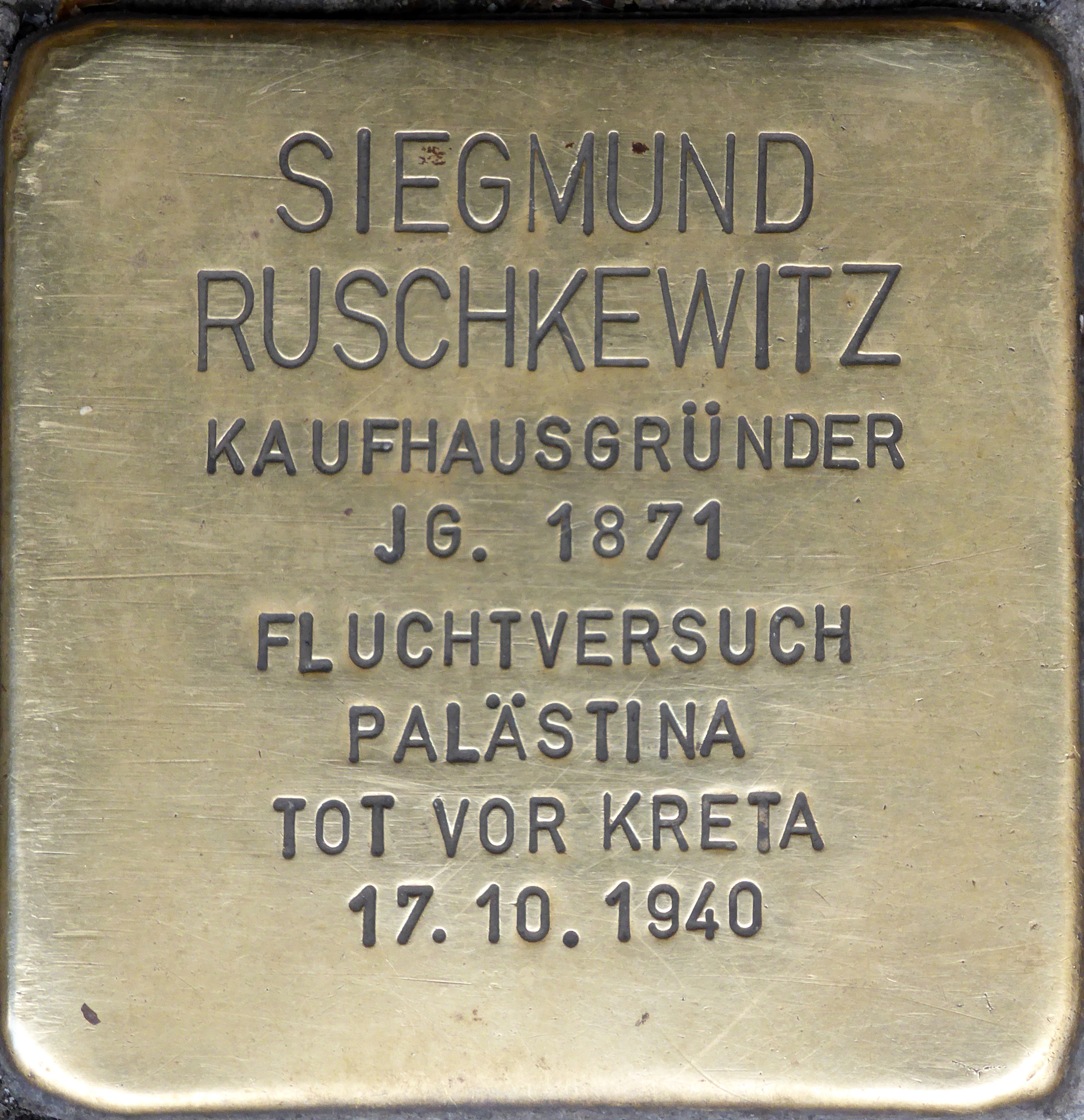
Stolperstein vor dem ehemaligen Kaufhaus Ruschkewitz in der Würzburger Schönbornstraße

In Erinnerung an Siegmund Ruschkewitz wurde vor seinem ehemaligen Kaufhaus in der Schönbornstraße 3 ein Stolperstein des Künstlers Gunter Demnig verlegt.